# اچ‌ام‌اس ال۲۵
اچ‌ام‌اس ال۲۵ (به انگلیسی: HMS L25) یک زیردریایی بود که طول آن ۲۲۸ فوت (۶۹ متر) بود. این زیردریایی در سال ۱۹۱۸ ساخته شد.